# 安替比林
安替比林是一種止痛藥、非甾體抗炎藥和退燒藥。路德維希克諾爾在1883年第一次合成出安替比林。藉由鈉汞齊和甲醇還原鄰二硝基二苯合成，或者藉由加熱二亞苯基鄰二肼與鹽酸至150℃合成。 該晶體於156℃融化。
高錳酸鉀氧化它形成噠嗪四羧酸。安替比林半衰期約為12小時。用於緩解疼痛和發熱。安替比林常用於測試其他藥物或疾病對於肝臟藥物代謝酵素的影響。

## 副作用
可能的副作用包括:
- 對吡唑啉酮過敏
- 噁心
- 粒細胞缺乏症
- 肝中毒